# Arman (artysta)

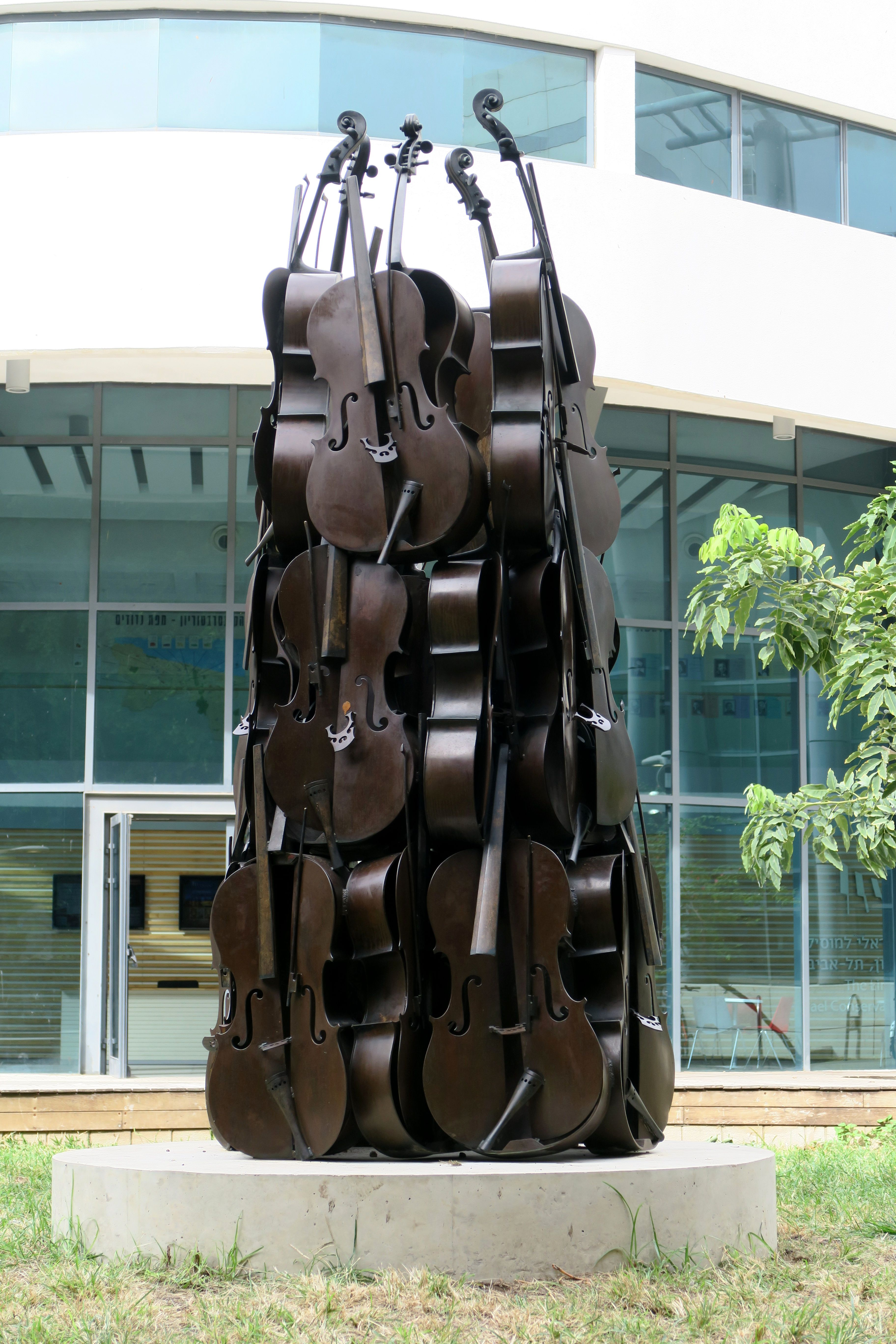
Rzeźba Music Power No. 2 (1986) w Tel Awiwie

Arman (wł. Armand Fernandez; ur. 17 listopada 1928, zm. 22 października 2005) – urodzony w Nicei we Francji artysta amerykański sztuki współczesnej. Studiował w Nicei, Paryżu i Los Angeles. Członek grupy Nouveau Realisme, animator i uczestnik wielu jej wystąpień.

## Życiorys
Syn handlarza antykami  i wiolonczelisty samouka wykazywał szczególne zainteresowanie muzyką i przede wszystkim sztuką kolekcjonowania. Mając już podwójny tytuł licencjacki z filozofii oraz matematyki, rozpoczął studia artystyczne w Nicei. W tym czasie poznał Yves Kleina i Claude Pascala, z którymi odbył kilka podróży autostopem po Europie. Wczesne prace malarstwa abstrakcyjnego z tego okresu powstawały pod wpływem twórczości Nicolasa de Staël. W tym czasie odkrył w sobie zainteresowanie filozofią wschodu, dawną sztuką chińską i sztukami walki judo. Przez pewien czas uczył jako instruktor na Bushido Kai – hiszpańskiej szkole sztuki walki judo. Spędził dwa lata na francuskiej służbie wojskowej w Indochinach. Po ukończeniu studiów na Ecole Nationale des Arts Décoratifs w Nicei, Arman przeniósł się do Paryża by studiować historię sztuki na Ecole du Louvre. 
Będąc pod wpływem kolaży dadaistycznych Kurta Schwittersa, Arman zaprezentował swoją pierwszą indywidualną wystawę Kasety w Paryżu w 1954 roku. Znalazły się na niej asamblaże oraz pierwsze Akumulacje składające się ze znaczków i różnych wybranych przez artystę materiałów. W 1960 roku dołączył do grupy Nouveau Realisme pisząc wraz z jej członkami ich manifest. Do grupy należeli m.in. jego przyjaciele Yves Klein, Martial Raysse i Jean Tinguely. Jeszcze w tym samym roku pokazał w Iris Clert Gallery w Paryżu przełomową wystawę, Le Plein (Wypełnienie), na której wypełnił całą przestrzeń galerii śmieciami.
Zachwycony artystyczną energią Nowego Jorku w latach sześćdziesiątych Arman zamieszkał w Hotelu Chelsea w 1967 roku. W 1973 uzyskał obywatelstwo amerykańskie zmieniając nazwisko na Armand P. Arman. W tym czasie rozwinął wszystkie najbardziej znane cykle jego prac. Był pierwszym artystą, który rozpoczął stałą współpracę z firmą Renault w ramach swoich działań artystycznych. Współpraca ta zaowocowała serią monumentalnych prac, w których Arman wykorzystywał części samochodów.
Arman w trakcie swojej kariery pozostawał zaangażowany w walkę o prawa człowieka. Walczył z uprzedzeniami rasowymi oraz religijnymi. Odmawiając otwarcia własnej wystawy w ojczystym mieście - Nicei - zaprotestował przeciw współpracy władz z przedstawicielami neonazistowskich ideologii. Przez pięć lat był prezesem nowojorskiej sekcji kulturalnej przy Amnesty International.

## Twórczość

### Akumulacje
Cykl prac Akumulacje, dzięki któremu artysta zasłynął polegał na tworzeniu skoncentrowanych i multiplikowanych zbiorów przedmiotów. Prezentował je w różnych formach, często nadając bardzo dynamiczne kompozycje. Poprzez odbieranie wybranym przedmiotom użytkowego charakteru Arman świadomie stawał się kontynuatorem idei ready-mades Marcela Duchampa.

### Poubelles
Drugi z najbardziej znanych cykli prac Armana to sześciany - Free standing (wolno stojące) obiekty z pleksi, w których zamieszczone zostały bardzo różne przedmioty. Do zalania w tworzywie artysta jednak przeznaczał nie przedmioty, które tak jak w wypadku Akumulacji miały potencjał estetyczny, ale przeważnie obiekty o charakterze odpadów.  

### Cięcia
Prace, w których artysta układał kompozycje z pociętych przedmiotów. Najczęstszym obiektem cięć padały skrzypce i inne instrumenty muzyczne, ale też różne rzeźby czy wyroby codziennego użytku. Arman układał pocięte części tworząc wrażenie gwałtownego rozczłonkowania obiektu dając przy tym jednocześnie okazję na wejrzenie w głąb konstrukcji wybranych przedmiotów.